# Radu I. Vlaški
Radu I. (romunsko Radu I) je bil približno od leta 1377 do približno 1383 knez Vlaške, * 1330, † okrog 1383.
Bil je sin kneza Nikolaja Aleksandra in polbrat in naslednik kneza Vladislava I. Vlaškega. Mnogo zgodovinarjev ga istoveti z legendarnim Radujem Negrujem, mitološkim vojvodom in ustanoviteljem  zgodnje srednjeveške vlaške države.

## Začetek vladanja
Radu je bil edini sin Nikolaja Aleksandra in njegove druge žene Klare Dobokay. Najmanj od leta 1372 je bil sovladar s svojim bratom Vladislavom I.. Kot samostojen knez  je morda začel vladati po  9. juliju 1374, ker je bil tega dne izdan zadnji dokument s podatkom, da je Vladislav še živ. 
Na žalost ne obstaja noben vlaški dokument, ki bi potrjeval njegovo vladavino. Obstaja samo nekaj tujih dokumentov, zlasti izvirni dokumenti Ogrskega kraljestva  in italijanske kronike iz tistega obdobja, napis na steni stolnice v prestolnici Curtea de Argeș in znatna količina njegovih kovancev – dukatov, dinarjev in banov.

## Konflikti z Ogrskim kraljestvom
Med njegovo vladavino so bili odnosi med vlaškim in ogrskih vladarji še vedno napeti in polni oboroženih spopadov. Podrobnosti o njih so še vedno nejasne. Italijanska kronika Cronaca Carrarese govori o pohodu Ludvika I. Velikega med 4. julijem in 14. avgustom 1377,  katerega namen je bil podjarmiti  »Radano Principe di Bolgarija infedele« - nezvestega bolgarskega kneza Raduja. Napete odnose pred pohodom potrjujejo tudi registri Beneške republike, ki omenjajo, da se je (pred kraljevo vojsko) »pojavila dolga vrsta popolnoma oklepljenih konjenikov vlaškega vojvode«. Njegova adura armadura da cavali naj bi štela 10.000 mož, kar je pretirano veliko. Italijanska kronika poudarja, da je Ludvik I. vlaško vojsko premagal. 
Težko je reči, ali so bili vojaki vlaškega vojvode resnično premagani, saj je iz ogrskih dokumentov, objavljenih kmalu po bitki, razvidno, da je ogrski kralj še vedno nameraval podjarmiti nezvestega vojvodo. Razen tega je 19. novembra istega leta saškim trgovcem iz Braşova v Transilvaniji obljubil, da bo potem, ko bo Vlaška postala njegova posest, zmanjšal pristojbine. V nasprotju s tem je leta 1382 prepovedal vstop v Vlaško vsem tujim trgovcem in oršovskemu  zemljiškemu gospodu ukazal, naj »dan in noč straži mejo in mu poroča o vsem, kar se tam dogaja«. Ogrskega severinskega bana v ukazu ne omenja, kar bi lahko pomenilo, da je Severinsko banovino zasedel Radu I..
S tem dejstvom je morda povezano  tudi nenavadno ime Vlada III. Drakule v biografiji Sigismunda Luksemburškega, v kateri piše, da je Vlad Drakula sin Merzeweydana (Mircee) in vnuk Pankraca Modrega. Ime Pankrac (Pankracij) se lahko razlaga kot popačenka naslova severinskega bana, ki ga je Radu privzel po osvojitvi Severina. Radu se v drugih ogrskih dokumentih iz  obdobja  okrog leta 1377 omenja kot Godon, kar  je tudi čudno  in nejasno.

## Drugi dosežki
Pomemben dogodek, povezan z Radujem I., je preselitev posmrtnih ostankov sv. Filofteja iz Velikega Tǎrnovega v Argeșko stolnico leta 1384. Radu I. je  kot donator in  pokrovitelj verskih ustanov postal eden od najbolj dejavnih vlaških vladarjev, ki je zgradil veliko cerkva, med katerimi so najpomembnejše tiste v Tismani, Cozii  in Cotmeani.  Zgradil je tudi katoliški stolnici v Severinu (okrog 1380) in Argeșu (9. maj 1381) in katoliški  samostan  v Târgoviștu. 
Drug pomemben in sporen trenutek njegovega vladanja je prevzem oblasti v Vidinskem cesarstvu. Domneva temelji na komaj čitljivem napisu v stolnici v Curtei  de Argeș, katerega so nekateri znanstveniki prebrali kot »domn Singur stăpânitor al Ungrovlahiei, al Vidinului şi al oblastiei Vidinului« - edini vladar Ogrsko-vlaške, Vidina in Vidinske oblasti.  Res je, da so bili odnosi med vlaškma knezoma  Vladislavom I. in Radujem I. ter bogarskima carjema iz Vidina in Tǎrnovega, Ivanom Šišmanom in Ivanom Sracimirjem, zelo napeti, potem pa sta se slednja zapletla še v medsebojno vojno za nasledstvo.  Četudi je Radu I. uspel priključiti Vidin, so ga vlaški knezi kasneje vrnili zakonitemu bolgarskemu vladarju.  Dokazi, da je to storil Radu I., niso zadostni.

## Smrt in grob
Natančen datum smrti in kraj njegovega pokopa niso znani. Arheologi so leta 1920 na vojvodski nekropoli na zemljišču stolnice v Curtei de Argeș odkrili bogat grob s konca 14. stoletja, za katerega se domneva, da je Radujev. Pokojnikova oblačila, dodatki  in nakit kažejo, da je bil močan vladar, ki se ni mnogo razlikoval od takratnih zahodnoevropskih vladarjev  in bizantinskih cesarjev. 